# Blekingeleden

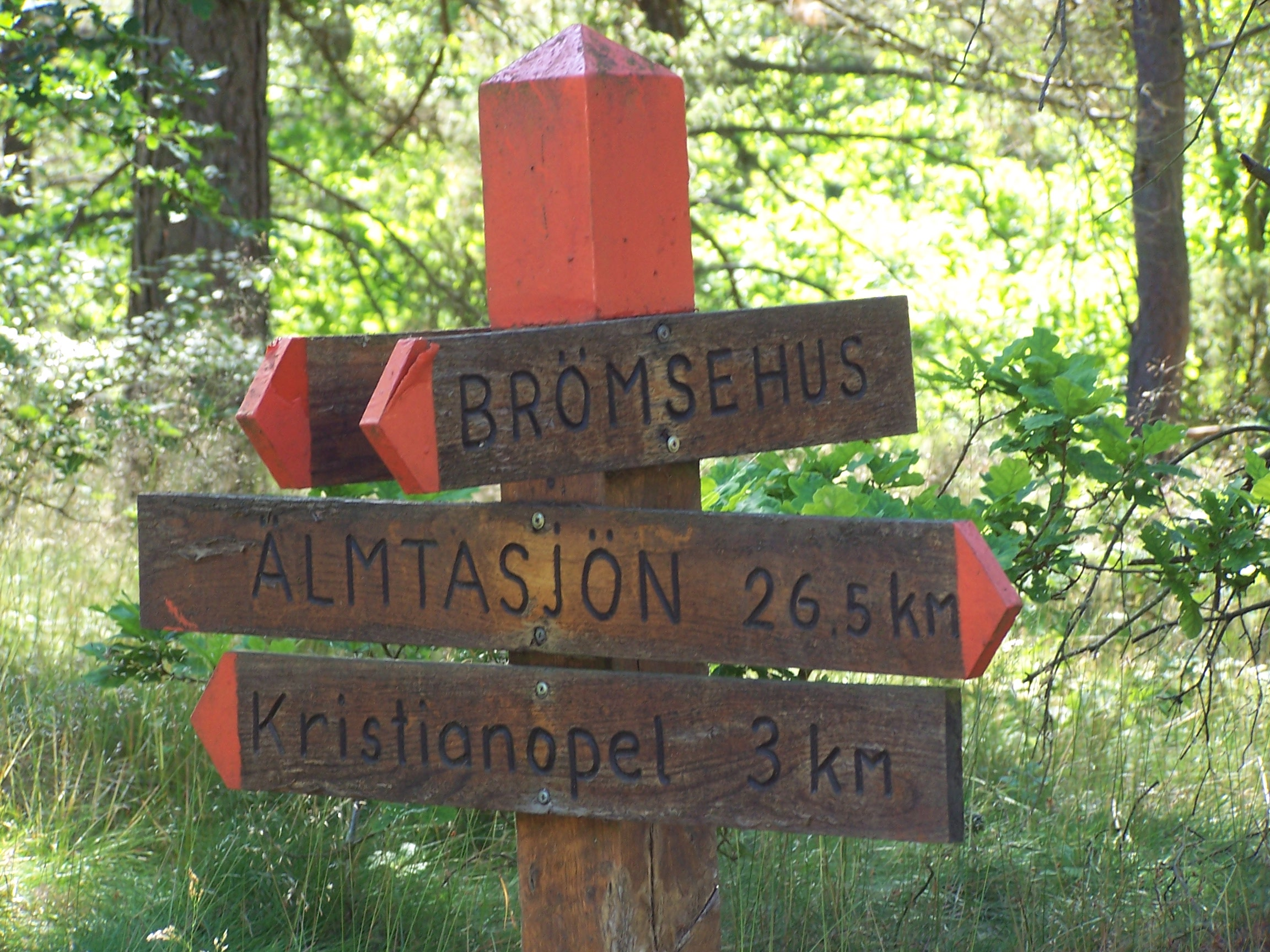
Skylt till Brömsehus, 3 km från Kristianopel.

Blekingeleden är en vandringsled genom Blekinge som invigdes 1982.:4 Den finns i ett par varianter på ledens sträckning, där den ena har sin västra ändpunkt i Sölvesborg och den andra sin västpunkt väster om Olofström. I öster avslutas leden i Bröms/Brömsebro där den på andra sidan länsgränsen fortsätter i Torsåsleden. Leden knyts i väster samman med Skåneleden.
Blekingeledens längd är på 27 mil:4, 18 som indelas i 15 etapper.:18 Längden anges av Ronneby kommun som 255 kilometer. Leden är i terrängen markerad med orange stolpar.:8–9 Skärmskydd för övernattning och grillplatser finns längs hela leden. Turistbyråerna i Blekinge säljer etappkartor.